# 연인들 (시트콤)
《연인들》은 2001년 11월 5일부터 2002년 12월 23일까지 방영된 MBC 성인 시트콤이다.

## 등장 인물

### 남성집
- 김국진 : 김국진(30세) 역. 약삭빠르지만 귀여운 한의사
- 박상면 : 박상면(30세) 역. 남성답고 호탕하지만 속마음이 여린 참치 횟집 주인
- 공형진 : 공형진(30세) 역. 눈치 빠르고 잔 머리 잘 굴리는 참치 횟집 종업원

### 여성집
- 진희경 : 진희경(30세) 역. 자유 연애주의자인 사진작가
- 이윤성 : 이윤성(30세) 역. 일에서는 당차고 합리적이지만 남자 경험이 없는 한의사
- 정혜영 : 정혜영(30세) 역. 좋은 집안의 능력 있는 남자와 결혼이 지상 목표인 백수

### 주변 인물
- 이정진 : 이정진(28세) 역. 미소가 매력적인 황태자병 한의사
- 안선영 : 안선영 역. 연변 출신 참치 횟집 종업원
- 이선균 : 이선균(28세) 역. 자유분방한 사고뭉치인 윤성의 동생
- 이경실 : 이경실 역. 서울 사랑한의원 원장
- 임유진 : 김희수 역. 간호조무사
- 고호경 : 고호경 역. 선균의 여자 친구인 간호조무사
- 이원승
- 김일우 : 전임 서울 사랑한의원 원장
- 고수희 : 전임 서울 사랑한의원 간호사
- 김지현 : 전임 서울 사랑한의원 간호사
- 김형자 : 김형자 역. 중견 여배우

### 그 외 인물
- 신종훈 : 정진의 친구 역
- 박진수 : 희경이 인터뷰하게 된 무용가 진수 역
- 이정용 : 희경이 극장에서 한눈에 반한 스턴트맨 정용 역[1]
- 여윤정 : 대규의 옛 여자 미숙 역
- 이승형 : 독고영재 회장의 운전수 역으로 특별출연
- 김기현 : 독고영재 회장(카메오 단역)의 친구 김기현 역(단역)
- 최병학 : 독고영재 회장(카메오 단역)의 친구 최병학 역(단역)
- 이성호 : 재벌 회장 이성호 역
- 박영지 : 정혜영의 아버지 정영지 역
- 김혁 : 한의사 이정진의 친구 김혁 역으로 단역
- 오승명 : 미술학과 교수 오대규(카메오로 출연) 父 오승명 역으로 단역
- 김진태 : 박상면의 아버지 박진태 역
- 김소원 : 한의사 이정진의 외할머니 김소원 역으로 단역
- 전국근 : 공형진의 교제녀 이선정의 아버지 이국근 회장 역으로 단역
- 윤다훈 : 윤다훈 역으로 카메오 단역 출연
- 신귀식 : 진희경의 아버지 진귀식 역으로 카메오 단역
- 유명순 : 변호사 최영재(단역) 극중 모 유명순 역으로 단역
- 김석옥 : 문화대학교 미술학과 교수 오대규(카메오로 출연)의 어머니 김석옥 역으로 카메오 단역
- 김복희 : 한의사 김국진 수석부원장이 임기응변(臨機應變)으로 다스려 드린 요절복통 치매 노파 김복희 여사 역(카메오 단역)
- 문회원 : 이윤성과 이선균의 아버지 이회원 역
- 김철기 : 진희경의 미팅남 김철기 역으로 단역 출연
- 김보성 : 로맨스의 사나이 김보성 역으로 카메오 단역
- 김혜옥 : 한의사 이정진의 어머니인 패션 샵 사장 김혜옥 역으로 단역
- 윤용현 : 커피숍에서 한의사 김국진을 몰아세우는 건달 윤용현 역으로 카메오 단역
- 임대호 : 박진태(김진태 분)의 첫째아들이자 박상면의 형 박대호 역으로 단역
- 박규점 : 김경식(카메오 단역)의 아버지인 재벌 회장 김규점 역으로 단역
- 박명수 : 이경실 원장의 국민학교 후배이자 한의과대학 후배인 한의사 박명수 숭암한의원 원장 역
- 박종관 : 이경실 원장이 라디오 청취하던 라디오 사극 드라마 성우(국왕 배역) 역으로 목소리 출연
- 박재훈 : 이경실 원장이 라디오 청취하던 라디오 사극 드라마 성우(왕태자 배역) 역으로 목소리 출연
- 남영진 : 이경실 원장이 라디오 청취하던 라디오 사극 드라마 성우(영의정 배역) 역으로 목소리 출연
- 강태기 : 이경실 원장이 라디오 청취하던 라디오 사극 드라마 성우(좌의정 배역) 역으로 목소리 출연
- 최종원 : 이경실 원장이 라디오 청취하던 라디오 사극 드라마 성우(우의정 배역) 역으로 목소리 출연
- 김찬우 : 이경실 원장이 라디오 청취하던 라디오 사극 드라마 성우(병조판서 배역) 역으로 목소리 출연
- 김상호 (2002년 3월 중순, TV 뉴스 보도 목소리 출연)
- 임경진 (2002년 4월 중순, TV 뉴스 보도 목소리 출연)
- 박형준
- 박형선
- 권인선
- 허성수
- 함신영
- 홍은희
- 염재욱
- 오협
- 강보라
- 표영호
- 수애
- 이동욱
- 김선혁
- 진이한
- 정애연

### 특별 출연
- 최진영 : 7회 <여자는 키스까지, 남자는 키스부터>, 윤성의 대학시절 연인 역
- 독고영재 : 8회 〈결혼의 조건〉, 혜영이 우연히 만난 재벌 회장 역
- 조하나 : 8회 <사랑이 우정으로 남을 수 있을까>, 김국진의 교제 실패녀 역
- 김종서 : 10회 <미워도 다시 한번>, 희경의 옛 연인 역
- 구본승 : 11회 <남자가 가장 섹시해 보일 때>, 희경이 반한 섹시가이 1위로 뽑힌 클래식 기타 연주가 역
- 김병세 : 13회 <여자가 좋아하는 것>, 혜영이 면접 본 이벤트업체 사장 역
- 이지형 : 14회 <아주 오래된 연인>, 한의사 김국진의 대학교 입학 동기이자 대학에서 경제학을 전공한 파이낸셜 펀드 매니저 지형 역
- 이혜근 : 14회 <아주 오래된 연인>, 윤성의 대학 동창이자 지형의 약혼녀 혜근 역
- 오대규 : 16회 <엽기적인 커플>, 18회 <청혼>, 19회 <댁의 신부는 어떻습니까?>, 22회 <부케를 던지고>, 희경에게 운명적인 인연이라며 정식으로 교제를 제의하는 대규 역
- 윤기원 : 17회 <이중생활>, 윤성의 초등학교 동창 역
- 이세창 : 19회 <댁의 신부는 어떠십니까?>, 희경이 몰래 데이트하는 상대 역
- 김인권 : 22회 <연변연가>, 연변 출신 불법체류자 중국집 배달부 역
- 김윤희 : 25회 <실연 클럽>, 상면과 희경이 다니는 실연클럽 강사 역
- 이잎새 : 25회 <실연 클럽>, 상면이 실연클럽에서 만난 잎새 역
- 엄지원 : 26회 <20과 50사이>, 형진이 홈쇼핑에서 만난 풋풋한 여대생 지원 역
- 하리수 : 29회 <유혹의 덫>, 혜영이 홈쇼핑 촬영장에서 10년 만에 만난 고교동창 영숙 역
- 장동직 : 29회 <영화처럼 사는 여자>, 희경이 우연히 거리에서 만난 형사 동직 역
- 김세아 : 30회 <모전여전>, 형자의 딸 세아 역
- 조민기 : 31회 <봄비>, 혜영이 만나는 ‘이 시대 마지막 로맨티스트’ 민기 역
- 장재근 : 37회 <눈썹없는 하늘아래>
- 이재은 : 42회 <키스부터 시작하는 여자>, 형진의 새 여자친구 재은 역
- 조혜영 : 43회 <슬플 땐 조깅을 하세요>, 정진의 약혼녀 조혜영 역[2]
- 배기성 : 44회 <그녀는 웃고, 난 울었다>, 45회 <다시 시작하는 연인>, 47회 <아프지만 사랑은 아름답다>, 희경의 삐돌이 애인(가수) 역
- 정소영 : 49회 <오프사이드가 뭐야?>, 혜영이 만나는 터프가이 소영 역
- 이선정 : 49회 <오프사이드가 뭐야?>, 50회 <때론, 나쁜 남자가 좋다!>, 정진을 당혹케 한 환자, 부잣집 외동딸 선정 역
- 김영호 : 50회 <때론, 나쁜 남자가 좋다!>, 윤성이 만난 나쁜 남자 영호 역
- 변정수 : 54회 <여자라는 이름의 내 남자 친구>, 55회 <두 얼굴의 남자>, 56회 <나는 트랜스젠더를 사랑했다>, 상면의 중학교 시절 친구이며 트랜스젠더인 정수 역
- 신동엽 : 55회 <두 얼굴의 남자>, 희경이 만나는 기괴한 습성을 가진 정치가 신동철 역
- 박경림 : 57회 <그녀는 나를 왕자라 불렀다>, 형진을 왕자라 부르는 다방 여종업원 경림 역
- 김을동 : 57회 <그녀는 나를 왕자라 불렀다>, 국진의 어머니 역
- 유태웅 : 59회 <번지점프를 하다>, 혜영이 쇼호스트로 합격한 홈쇼핑의 사장 아들이자 이사인 태웅 역
- 이의정 : 61회 <인어아가씨>, 홈쇼핑 작가 의정 역
- 이동건 : 62회 <결혼은 미친짓일까?>, 희경이 수영장에서 만난 톱스타 동건 역
- 홍석천 : 63회 <돈벼락 맞았네!>, 윤성의 학교 선배이며 희경이 윤성 몰래 다니던 한의원 한의사 석천 역
- 남창희 : 64회 <처남이 무서워>, 호경의 동생 창희 역
- 쥬얼리 : 64회 <처남이 무서워>, 본인들 역. 윤성과 국진의 결혼식 축가
- 김경식 : 65회 <재회>, 혜영이 희경에게 소개시켜 준 별 볼일 없는 남자(사실은 재벌 2세, 5대 독자) 홈쇼핑 조연출 경식 역
- 이정용 : 66회 <서른 살의 꿈>, 희경이 만나는 터프한 남성미가 넘치는 스쿼시 강사 정용 역
- 김승환 : 66회 <서른 살의 꿈>, 섬세하고 자상한 희경의 첫사랑 승환 역
- 김진 : 68회 <사랑을 위하여>, 윤성과 국진의 옆집에 사는 김진 역
- 김윤경 : 68회 <사랑을 위하여>, 어머니가 정진에게 아버지의 회사를 살리기 위해 결혼하라는 윤경 역
- 김사랑 : 69회 <이별>, 경실의 조카 역
- 변희봉 : 70회 <기러기의 비밀>, 형진의 아버지 역

## 참고 사항
- 코미디언 이원승 교수는 자사 개그 프로그램 <청춘행진곡>이 92년 3월 폐지된 뒤 한동안 식당 운영 위주로 전념해 오다가 해당 프로그램으로 방송활동을 재개했으나[3] 그 이후 방송활동을 중단했다.
- 한의원과 참치 횟집을 주요 무대로 하면서 20대 후반 이상의 성인 남녀들이 관심을 가질 수 있는 다양한 이야기를 다루었지만 미국의 유명 시트콤을 표절했다는 지적을[4] 샀다.
- 말초적 자극과 선정성으로 시청률 경쟁에 급급한 점으로 인해 2002년 4월 경실련 미디어워치가 선정한 '나쁜 프로그램'에 선정되는 불명예를 안아야 했다.[5]
- 당초 월, 화요일 2회 편성이었으나 2002년 4월 1일부터 월요일 1회로 축소됐다.
- 이 작품의 주조연 및 단역을 포함한 역대 총 출연진 중 최고령 출연자는 여성 원로 연기자 유명순 여사이며, 차고령 출연자는 여성 원로 연기자 김복희 여사이다.

## 회차별 부제
| 회차   | 방송일           | 부제                                                 |
| ------ | ---------------- | ---------------------------------------------------- |
| 제1회  | 2001년 11월 5일  | 엉덩이의 비밀                                        |
| 제1회  | 2001년 11월 5일  | 대한민국에서 여자로 산다는 것은                      |
| 제2회  | 2001년 11월 6일  | 불타버린 사랑                                        |
| 제2회  | 2001년 11월 6일  | 물 좀 주소                                           |
| 제3회  | 2001년 11월 12일 | 그녀는 예뻤다                                        |
| 제3회  | 2001년 11월 12일 | 경마장 가는 길                                       |
| 제4회  | 2001년 11월 13일 | 이 남자가 사는 법                                    |
| 제4회  | 2001년 11월 13일 | 술의 몰락                                            |
| 제5회  | 2001년 11월 19일 | 친구                                                 |
| 제5회  | 2001년 11월 19일 | 서른 즈음에                                          |
| 제6회  | 2001년 11월 20일 | 신 놀부전                                            |
| 제6회  | 2001년 11월 20일 | 사랑은 아무나 하나                                   |
| 제7회  | 2001년 11월 26일 | 오해, 의심 그리고 여자                               |
| 제7회  | 2001년 11월 26일 | 여자는 키스까지, 남자는 키스부터                     |
| 제8회  | 2001년 11월 27일 | 결혼의 조건                                          |
| 제8회  | 2001년 11월 27일 | 사랑이 우정으로 남을 수 있을까                       |
| 제9회  | 2001년 12월 3일  | 남자다움에 대하여                                    |
| 제9회  | 2001년 12월 3일  | 여자의 자존심                                        |
| 제10회 | 2001년 12월 4일  | 고달픈 내 인생                                       |
| 제10회 | 2001년 12월 4일  | 미워도 다시 한번                                     |
| 제11회 | 2001년 12월 10일 | 섹시한 손                                            |
| 제11회 | 2001년 12월 10일 | 이 여자가 사는 방식                                  |
| 제12회 | 2001년 12월 12일 | 그 음악은 제발 틀지 마세요!                          |
| 제12회 | 2001년 12월 12일 | 화성에서 온 남자, 금성에서 온 여자                   |
| 제12회 | 2001년 12월 12일 | 저도 여자랍니다                                      |
| 제13회 | 2001년 12월 17일 | 여자가 좋아하는 것                                   |
| 제13회 | 2001년 12월 17일 | 크리스마스 선물                                      |
| 제14회 | 2001년 12월 18일 | 사랑의 쌍곡선                                        |
| 제14회 | 2001년 12월 18일 | 아주 오래된 연인들                                   |
| 제15회 | 2001년 12월 25일 | 여자, 남자, 그리고 남자                              |
| 제15회 | 2001년 12월 25일 | 생애 최고의 크리스마스                               |
| 제16회 | 2001년 12월 25일 | 엽기적인 커플                                        |
| 제16회 | 2001년 12월 25일 | 나를 사랑한 여배우                                   |
| 제17회 | 2002년 1월 7일   | 이중생활                                             |
| 제17회 | 2002년 1월 7일   | 운수좋은 날                                          |
| 제18회 | 2002년 1월 8일   | 청혼                                                 |
| 제18회 | 2002년 1월 8일   | 연상의 여인                                          |
| 제19회 | 2002년 1월 14일  | 살다보면                                             |
| 제19회 | 2002년 1월 14일  | 댁의 신부는 어떠십니까?                              |
| 제20회 | 2002년 1월 15일  | 못난 애인                                            |
| 제20회 | 2002년 1월 15일  | 별들의 고향                                          |
| 제21회 | 2002년 1월 21일  | 애모                                                 |
| 제21회 | 2002년 1월 21일  | 도망자                                               |
| 제22회 | 2002년 1월 22일  | 연변연가                                             |
| 제22회 | 2002년 1월 22일  | 부케를 던지고                                        |
| 제23회 | 2002년 1월 28일  | 내 인생은 나의 것                                    |
| 제23회 | 2002년 1월 28일  | 꽃바람 여인                                          |
| 제24회 | 2002년 1월 29일  | 미친 사랑의 노래                                     |
| 제24회 | 2002년 1월 29일  | 나쁜 남자 나쁜 여자                                  |
| 제25회 | 2002년 2월 4일   | 계약 연애                                            |
| 제25회 | 2002년 2월 4일   | 실연 클럽                                            |
| 제26회 | 2002년 2월 5일   | 호텔 밖으로                                          |
| 제26회 | 2002년 2월 5일   | 20과 50 사이                                         |
| 제27회 | 2002년 2월 18일  | 무녀도                                               |
| 제27회 | 2002년 2월 18일  | 진품 명품                                            |
| 제28회 | 2002년 2월 19일  | 맞바람                                               |
| 제28회 | 2002년 2월 19일  | 형! 어디가?                                          |
| 제29회 | 2002년 2월 25일  | 유혹의 덫                                            |
| 제29회 | 2002년 2월 25일  | 영화처럼 사는 여자                                   |
| 제30회 | 2002년 2월 26일  | 핑크빛 거짓말                                        |
| 제30회 | 2002년 2월 26일  | 모전여전                                             |
| 제31회 | 2002년 3월 4일   | 봄비                                                 |
| 제31회 | 2002년 3월 4일   | 악의 축                                              |
| 제32회 | 2002년 3월 5일   | 그녀가 제주도로 간 까닭은?                           |
| 제32회 | 2002년 3월 5일   | 연변 불나방                                          |
| 제33회 | 2002년 3월 11일  | 돌아간 입                                            |
| 제33회 | 2002년 3월 11일  | 위험한 사랑                                          |
| 제34회 | 2002년 3월 12일  | 내 남자가 최고야                                     |
| 제34회 | 2002년 3월 12일  | 무서운 아이들                                        |
| 제35회 | 2002년 3월 18일  | 믿음 게임                                            |
| 제35회 | 2002년 3월 18일  | 공수래 공수거                                        |
| 제36회 | 2002년 3월 19일  | 플레이 보이                                          |
| 제36회 | 2002년 3월 19일  | 이별                                                 |
| 제37회 | 2002년 4월 1일   | 눈썹없는 하늘아래                                    |
| 제37회 | 2002년 4월 1일   | 보석과 여자                                          |
| 제38회 | 2002년 4월 8일   | 형님 만세                                            |
| 제38회 | 2002년 4월 8일   | 서른 살의 봄                                         |
| 제39회 | 2002년 4월 15일  | 망가진 황태자                                        |
| 제39회 | 2002년 4월 15일  | 속 빈 강정                                           |
| 제40회 | 2002년 4월 22일  | 아이큐 소동                                          |
| 제40회 | 2002년 4월 22일  | Happy Birthday!                                      |
| 제41회 | 2002년 4월 29일  | 내 애인의 가슴을 탐하지 말라                         |
| 제41회 | 2002년 4월 29일  | 눈치 없는 여자                                       |
| 제42회 | 2002년 5월 6일   | 키스부터 시작하는 여자                               |
| 제42회 | 2002년 5월 6일   | 그들은 동거를 시작했다                               |
| 제43회 | 2002년 5월 13일  | 동거는 미친 짓이다                                   |
| 제43회 | 2002년 5월 13일  | 슬플 땐 조깅을 하세요                                |
| 제44회 | 2002년 5월 20일  | 그녀는 웃고, 난 울었다                               |
| 제45회 | 2002년 5월 27일  | 다시 시작하는 연인                                   |
| 제46회 | 2002년 6월 10일  | 사랑은 달콤하지 않다                                 |
| 제47회 | 2002년 6월 17일  | 아프지만 사랑은 아름답다                             |
| 제48회 | 2002년 7월 1일   | 그 후로 그녀는 껌을 씹지 않았다                      |
| 제49회 | 2002년 7월 8일   | 오프사이드가 뭐야?                                   |
| 제50회 | 2002년 7월 15일  | 때론, 나쁜 남자가 좋다!                              |
| 제51회 | 2002년 7월 22일  | 프로포즈 때문에 생긴 일                              |
| 제52회 | 2002년 7월 29일  | 누가 이 여자에게 돌을 던지랴?                        |
| 제53회 | 2002년 8월 5일   | 여름 특집 - NG 장면과 메이킹 필름, 명장면 하이라이트 |
| 제54회 | 2002년 8월 12일  | 여자라는 이름의 내 남자 친구                         |
| 제55회 | 2002년 8월 19일  | 두 얼굴의 남자                                       |
| 제56회 | 2002년 8월 26일  | 나는 트랜스젠더를 사랑했다                           |
| 제57회 | 2002년 9월 2일   | 그녀는 나를 왕자라 불렀다                            |
| 제58회 | 2002년 9월 9일   | 그녀가 임신하다                                      |
| 제59회 | 2002년 9월 16일  | 번지점프를 하다                                      |
| 제60회 | 2002년 9월 23일  | 신랑 신부에게 고함                                   |
| 제61회 | 2002년 9월 30일  | 인어아가씨                                           |
| 제62회 | 2002년 10월 7일  | 결혼은 미친짓일까?                                   |
| 제63회 | 2002년 10월 14일 | 돈벼락 맞았네!                                       |
| 제64회 | 2002년 10월 21일 | 처남이 무서워                                        |
| 제65회 | 2002년 10월 28일 | 재회                                                 |
| 제66회 | 2002년 11월 4일  | 서른 살의 꿈                                         |
| 제67회 | 2002년 11월 11일 | 신혼일기                                             |
| 제68회 | 2002년 11월 18일 | 사랑을 위하여                                        |
| 제69회 | 2002년 11월 25일 | 이별                                                 |
| 제70회 | 2002년 12월 16일 | 기러기의 비밀                                        |
| 제71회 | 2002년 12월 23일 | 네버 엔딩 스토리 (최종회)                            |

## 같이 보기
- 남자 셋 여자 셋
- LA아리랑
- 세 친구
- 프렌즈
- 세남자